# Conophytum bilobum
Conophytum bilobum là một loài thực vật có hoa trong họ Phiên hạnh. Loài này được (Marloth) N.E.Br. mô tả khoa học đầu tiên năm 1922.